# Аттенборо, Дэвид
Сэр Дэ́вид Фре́дерик А́ттенборо (англ. David Frederick Attenborough; род. 8 мая 1926, Айлворт, Большой Лондон) — британский телеведущий и натуралист, один из пионеров документальных фильмов о природе. Также писатель и общественный деятель. Режиссёр и ведущий документальных сериалов о природе, подробно рассказывающих обо всех формах жизни на Земле и их взаимодействии. В 1960—1970-х годах главный менеджер британской телерадиосети Би-би-си, на которую трудится с 1952 года.
Младший брат режиссёра и актёра Ричарда Аттенборо. Член Лондонского королевского общества (статут 12; 1983). В 1985 году посвящён в рыцари.
Является основателем Движения за оптимальную численность населения (англ. Optimum Population Trust, OPT), которая занимается проблемами, связанными с ростом населения: загрязнением окружающей среды, истощением природных ресурсов, изменением климата, вымиранием биологических видов и призывающей семейные пары остановиться на втором родившемся ребёнке.

## Юность и семейная жизнь
Родился в Айлворте (Западный Лондон); вырос в Колледж-хаусе в кампусе Университетского колледжа Лестера, где его отец, Фредерик, работал директором. У него два брата — старший, Ричард, который стал режиссёром, и младший, Джон, который стал менеджером компании «Альфа Ромео». Во время Второй мировой войны его родители удочерили двух еврейских девочек-беженок из Европы.
В детстве Аттенборо собирал ископаемые, обломки породы и другие образцы природы, которые он представлял в собственном «музее».
Учился в Клэр-колледже Кембриджского университета, где в 1947 году получил степень бакалавра искусств (BA Cantab) в области природных наук. В том же году служил в армии в Уэльсе (база морской авиации Дейл) и Шотландии. В 1950 году женился на Джейн Элизабет Эбсуорт Ориэл (англ. Jane Elizabeth Ebsworth Oriel). Джейн скончалась в 1997 году. У них двое детей — Роберт и Сьюзан.
Его сын доктор Роберт Аттенборо — старший преподаватель биоантропологии в Школе археологии и антропологии при Австралийском национальном университете в Канберре.

## Работа на Би-би-си
Начал работать на Би-би-си в 1952 году в отделе «Talks», где обсуждались непостановочные программы.
Знаменитая связь между Аттенборо и природой началась с трёхчасовой передачи «The Pattern of Animals» («Тенденции в мире животных»), снятой в Лондонском зоопарке вместе с известным натуралистом Джулианом Хаксли (Аттенборо был ведущим этой передачи). В программе они выясняли использование природой камуфляжа, апосематизма и брачных ритуалов.
В сентябре 1954 года Аттенборо едет в Сьерра-Леоне на съёмки материала для цикла телепередач «Приключения с дикими животными». Эти передачи имели большой успех у зрителей, и год спустя, в марте 1955 года Аттенборо со своей командой отправился в Южную Америку для съёмки новых материалов. В 1956 году была проведена ещё одна экспедиция — на остров Комодо, для съёмки знаменитых комодских варанов. Затем были путешествия в Австралию и на Мадагаскар. Помимо съёмок, эти экспедиции имели и чисто научные цели — отлов экзотических животных для Лондонского зоопарка.
С 1965 по 1969 год работал контролёром британского телевизионного канала «BBC Two». Тогда в 1967 году канал «BBC Two» стал первым в Великобритании каналом цветного телевизионного вещания. С 1969 по 1972 год директор передач, отвечавший за каналы «BBC One» и «BBC Two».

## Сериалы «Жизнь…»
В конце 1970-х годов Дэвид Аттенборо задумал снять три сериала, причём с самого начала хотел снять именно три сериала в рамках проекта «Три Э»: Эволюция, Экология, Этология.
- Life on Earth («Жизнь на Земле», 1979) 13 × 55 мин — Эволюция — об эволюции животного мира на Земле (транслировался на русском языке по ТВ СССР, первый раз в 1986 году);
- The Living Planet («Живая планета», 1984) 12 × 55 мин — Экология — о существующих на планете основных типах биотопов (также транслировался на русском языке в Советском Союзе);
- The Trials of Life («Испытания жизни», 1990) 12 × 50 мин — Этология — о поведении и психологии животных.

Эти три сериала Аттенборо ввели зрителя во все основные вопросы биологии.
Последующие его сериалы, известные сегодня как серия фильмов «Жизнь…», развивали темы, уже освещённые в первых трёх циклах:
- Life in the Freezer («Жизнь в морозильнике», 1993) 6 × 30 мин — об Антарктиде.
- The Private Life of Plants («Невидимая жизнь растений», 1995) 6 × 50 мин — о растениях.
- The Life of Birds («Жизнь птиц», 1998) 10 × 50 мин — о птицах.
- The Life of Mammals («Жизнь млекопитающих», 2002) 10 × 50 мин — о млекопитающих.
- Life in the Undergrowth («Жизнь в микромире», 2005) 5 × 50 мин — о наземных беспозвоночных (BBC перевела название как «Жизнь в микромире», Animal Planet — как «Невидимая жизнь»).
- Life in Cold Blood («Жизнь с холодной кровью», 2008) 5 × 50 мин — о пресмыкающихся и земноводных.
- «Life» («Жизнь», 2009) 10 х 50 мин, премьерный показ которого состоялся на BBC с 12 октября по 14 декабря 2009 года. Сиквел вышедшей в далёком 1984 году «Живой планеты». Это первый сериал Дэвида Аттенборо, снятый в стандарте телевидения высокой чёткости.
- Последним из фильмов этого цикла на сегодня является David Attenborough: A Life on Our Planet («Дэвид Аттенборо: Жизнь на нашей планете», 2020) 1 × 83 мин — экология, автобиография — где Аттенборо рассказывает о своей жизни, перемежаясь кадрами своей карьеры и широкого разнообразия экосистем, он описывает ключевые моменты своей карьеры и показатели того, как планета изменилась за его жизнь.

В общей сложности, в рамках сериалов «Жизнь…» было выпущено 90 серий.
Особенностью всех перечисленных сериалов является то, что Дэвид Аттенборо не просто комментирует картинку, но и активно присутствует в кадре во многих сюжетах, что придаёт этим сериалам особую достоверность.

## Wildlife on ONE
Хотя за пределами Великобритании Аттенборо в основном известен именно благодаря своим сериалам «Жизнь…», для британских зрителей его имя плотно ассоциируется с бесконечным циклом коротких получасовых фильмов о животных, выходящим на Би-Би-Си с 1977 года и по настоящее время и насчитывающим уже больше 250 серий. Сериал этот за прошедшее время неоднократно переименовывался и в разное время выходил под названиями «Дикая природа с Дэвидом Аттенборо» («David Attenborough’s NATURAL WORLD»), «Дикая природа на ПЕРВОМ» (Wildlife on ONE) и «Дикая природа на ВТОРОМ» (Wildlife on TWO). Однако формат сериала, голос, а также личное присутствие Дэвида Аттенборо во вступительных кадрах некоторых серий остаются неизменными на протяжении десятилетий.
Каждая серия посвящена какому-либо животному, причём это животное почти всегда раскрывается совсем не с той стороны, с какой мы привыкли его воспринимать.
Отдельные сезоны этого сериала периодически показываются российским телеканалом «Культура» (под именем «Наедине с природой», показано 66 серий), а также телеканалом «Animal Planet» (под названием «Животные от А до Я», показано 16 серий). На DVD-дисках в продажу сериал не выпускался.

## Фильмы Алистера Фотергилла
Популярность вышеперечисленных сериалов оказалась такова, что для британской аудитории голос Аттенборо стал фактически синонимом кинонатуралистики. Поэтому Аттенборо неоднократно приглашался для озвучивания закадрового комментария к выпускаемым на BBC фильмам о природе, из которых наиболее известными являются сериалы Алистера Фотергилла:
- The Blue Planet («Голубая планета») (2001) 8 х 50 мин — описание подводной жизни в океанах.
- Планета Земля (2006) 11 х 50 мин — фильм высокой чёткости, снят специально для продажи на BlueRay-дисках.

От фильмов Аттенборо стиль фильмов Фотергилла заметно отличается. У Аттенборо акцент делается на объяснение явлений и причин. У Фотергилла основной акцент делается на эпичность и созерцательность картинки.

## Другие сериалы
Основная статья: Фильмография Дэвида Аттенборо
Хотя Дэвид Аттенборо известен широкой публике как натуралист, его интересы не ограничиваются ныне живущими животными и растениями. В разное время у него выходили документальные сериалы на темы:
- палеонтологии («Потерянные миры, исчезнувшая жизнь» 4 х 40 мин, «Первая жизнь» 2 x 60 мин),
- археологии («Первый Эдем» 4 х 60 мин),
- экологии («Состояние планеты» 3 х 50 мин, «Вся правда об изменении климата» 2 х 60 мин),
- и даже искусствоведения («Глаз дикаря» 7 х 50 мин).

## Взгляды

### Отношение к религии
Дэвид Аттенбо считает себя агностиком.
Когда его спрашивают, дали ли ему его наблюдения за природным миром веру в создателя, он обычно в том или ином виде приводит следующую цитату, ссылаясь на паразитического червя Onchocerca volvulus:

Я отвечаю, что когда креационисты говорят о том, что Бог создаёт каждый отдельный вид как отдельный акт, они всегда приводят в пример колибри или орхидеи, подсолнухи и прочие красивые вещи. Но я склонен думать за паразитического червя, который сверлит глаз мальчика, сидящего на берегу реки в Западной Африке, [червя], который сделает его слепым. И [я спрашиваю их]: «Вы говорите мне, что Бог, в которого вы верите, которого вы также называете всемилостивым Богом, который заботится о каждом из нас индивидуально, вы говорите, что Бог создал этого червя, который не может жить иначе, как в глазном яблоке невинного ребёнка? Потому что мне кажется, что это не совпадает с Богом, который полон милосердия».
По мнению Аттенборо, доказательства по всей планете ясно показывают, что эволюция является лучшим способом объяснить разнообразие жизни, и что 

если есть высший разум, то как способ создания естественного мира он выбрал органическую эволюцию.
 В интервью BBC Four с Марком Лоусоном Дэвид Аттенборо сказал, что никогда не был религиозным человеком, и что ему никогда не приходило в голову верить в Бога.
В 2002 году Аттенборо в числе прочих учёных выступил против включения в учебную программу финансируемых государством независимых школ Великобритании креационизма. В 2009 году он заявил, что Книга Бытия говорит о том, что мир существует для того, чтобы люди могли его контролировать, и, таким образом, научила людей тому, что они могут господствовать над окружающей средой, что привело к её деградации, опустошению целых экосистем. Аттенборо считает, что огромное значение дарвинизма и факта эволюции для человечества заключается в том числе в формировании понимания принципов взаимодействия природы и человека и недопущении потребительского отношения к природе.
По словам Аттенборо, 

Люди пишут мне, что эволюция — это всего лишь теория. Ну, это не теория. Эволюция — это настолько надежный исторический факт, насколько вы можете себе представить. Доказательства со всех сторон. Теория заключается в том, является ли естественный отбор механизмом и единственным механизмом. Это теория. Но историческая реальность, что динозавры привели к появлению птиц, а млекопитающие произвели китов, — это не теория.
Он решительно выступает против креационизма и, в частности, концепции разумного замысла, заявляя, что результаты опроса, показавшего, что четверть учителей естественных наук в государственных школах Великобритании считают, что креационизм должен преподаваться наряду с эволюцией на уроках естественных наук, поистине ужасны.
В то же время, Дэвид Аттенборо не исключает существование Бога: 

Моя точка зрения такова: я не знаю, так это или иначе, но я думаю, что эволюция не противоречит вере в Бога.

## Текущая деятельность
В последнее время[когда?]

 Би-би-си активно ищет, кто сможет заменить объявившего об уходе на покой Дэвида Аттенборо, однако очевидных преемников у него нет.
Однако, несмотря на свои заявления об уходе, сам Аттенборо не торопится прекращать работу над всё новыми и новыми фильмами. Так, например, в 2009 году он занимался съёмкой материалов для фильма «First Life», который посвящён самым ранним из появившихся на Земле видам животных.
Также Аттенборо работал над созданием семисерийного фильма «Frozen Planet» («Замороженная планета»), премьера которого в Великобритании состоялась в конце 2011 года. Работая над этим сериалом, он осуществил свою давнюю мечту — побывал на Северном полюсе.
1 января 2014 года на британские телеэкраны вышел очередной документальный фильм сэра Дэвида — «Музей естественной истории с Дэвидом Аттенборо».
В 2019 году Аттенборо закончил работу над новым сериалом «Seven Worlds, One Planet» («Семь миров, одна планета», 7 x 60 мин) о природе всех семи континентов.
Автор более 20 бестселлеров.

## Награды и отличия

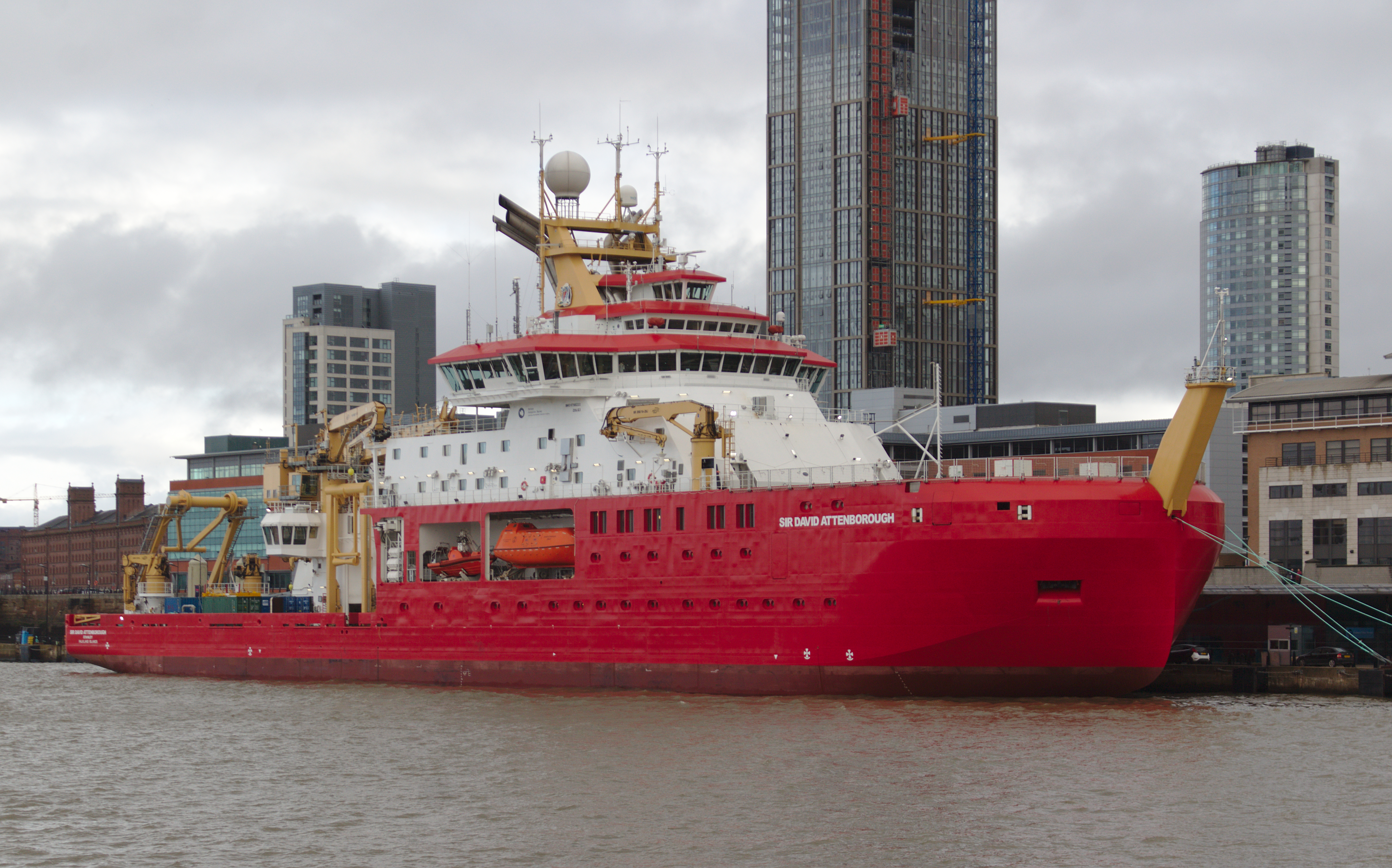
Исследовательское судно «RRS Sir David Attenborough»

Командор ордена Британской империи (CBE) (1974) и Королевского Викторианского ордена (CVO) (1991). Также получил Орден Кавалеров Почёта (CH) (1996) и Орден Заслуг (OM) (2005). Рыцарь Великого (Большого) Креста Ордена Святых Михаила и Георгия (GCMG) (2020).
Кавалер эквадорского Национального ордена Заслуг (2020).
Командор ордена «За заслуги перед Итальянской Республикой» (2023).
- Cherry Kearton Medal and Award[англ.] (1972)
- Премия Калинги (1981)
- Kew International Medal[англ.] (1996)
- International Cosmos Prize (2000)
- RSPB Medal[англ.] (2000)
- Премия Майкла Фарадея (2003)
- José Vasconcelos World Award of Education[англ.] (2004)
- Премия Декарта (2004)[15]
- Премия Ниренберга (2005)
- Медаль прогресса (Королевское фотографическое общество) (2008)
- Премия принца Астурийского (2009)
- Fonseca Prize (2010)[16][17]
- Addison-Emery-Verrill-Medaille[нем.] (2016)

Член Американской академии искусств и наук (1991).
Почётный член Британского экологического общества и МОИП (2017).
Почётный доктор Абердинского (2008) и Сент-Эндрюсского (2011) университетов.
В честь Дэвида Аттенборо названо британское полярное исследовательское судно «RRS Sir David Attenborough».

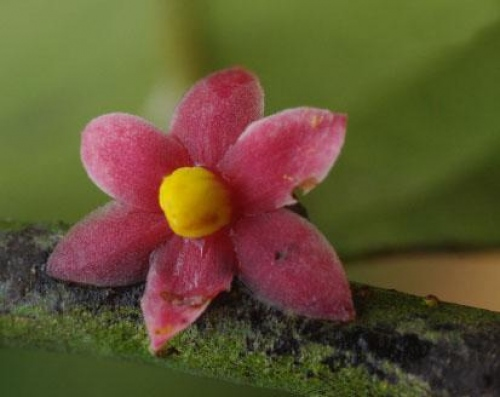
Sirdavidia solannona

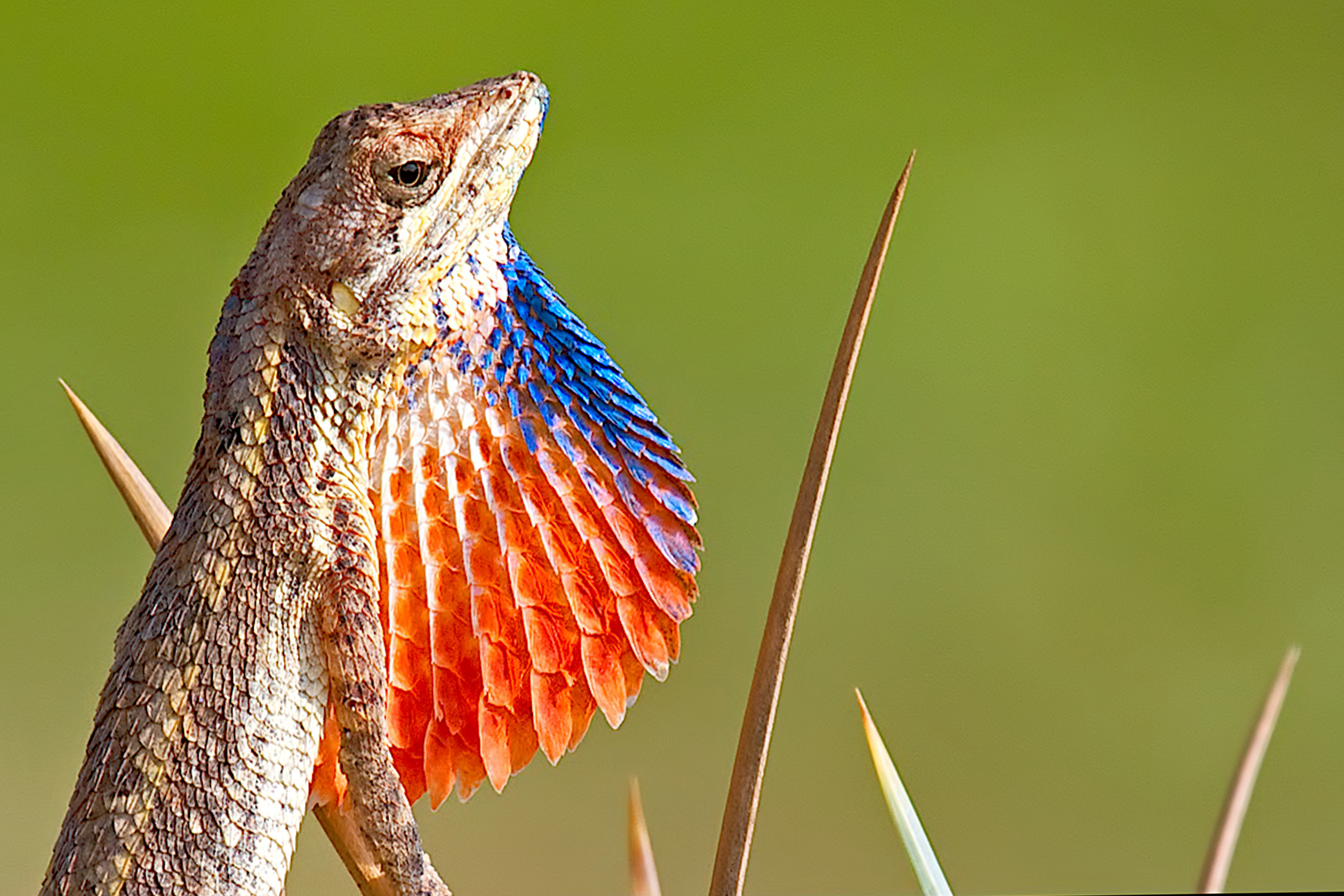
Sitana attenboroughii

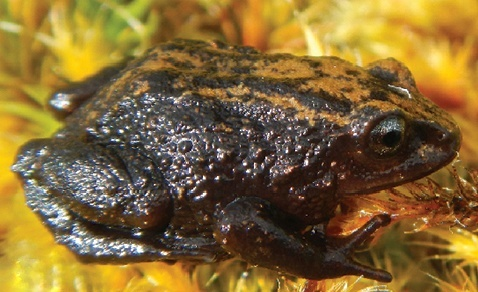
Pristimantis attenboroughi

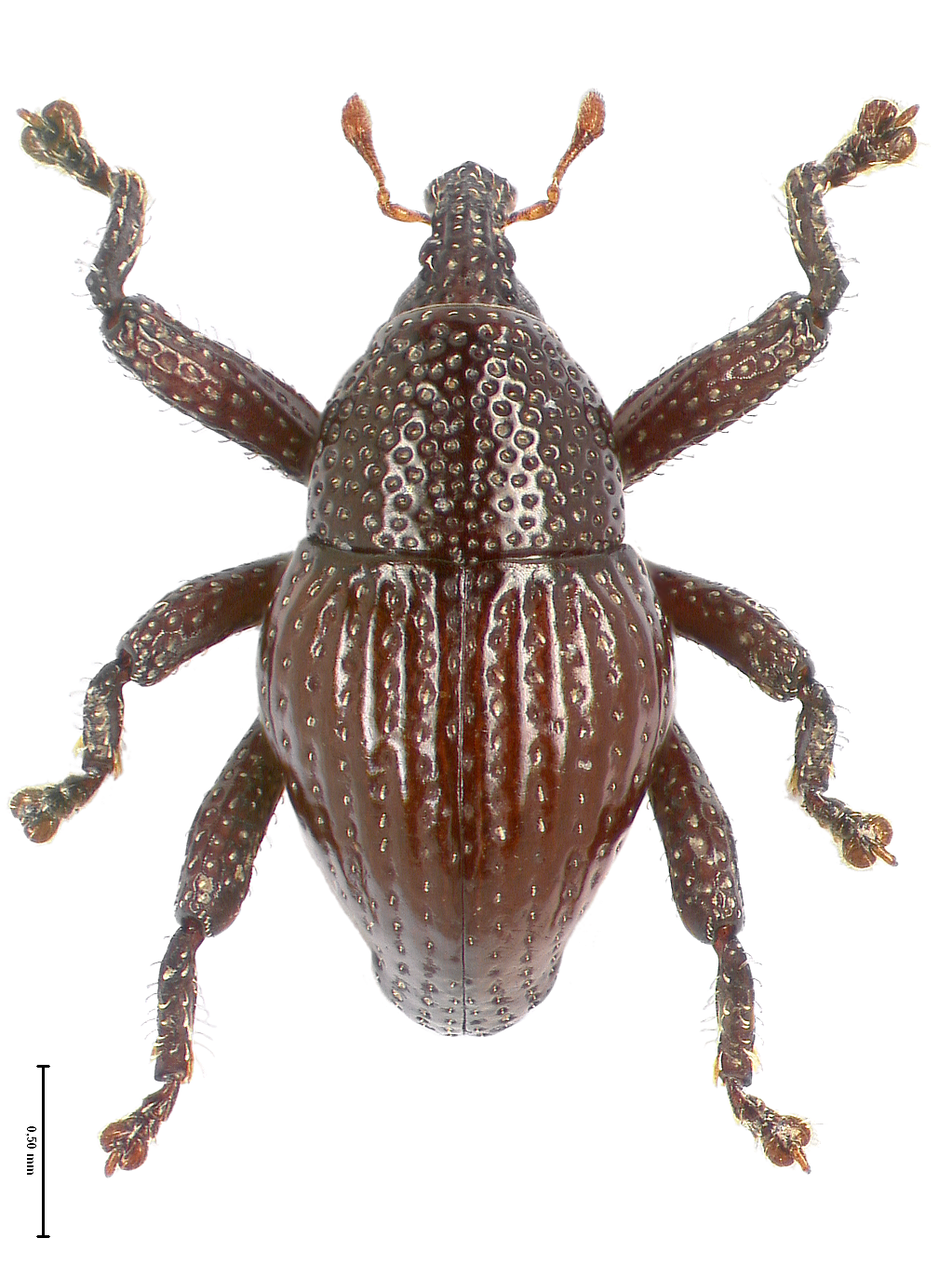
Trigonopterus attenboroughi

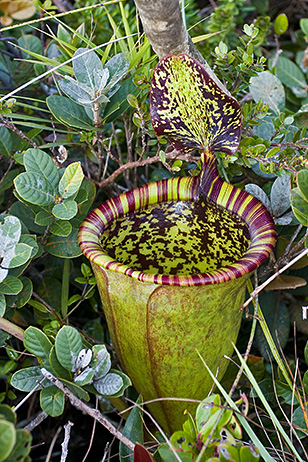
Nepenthes attenboroughii

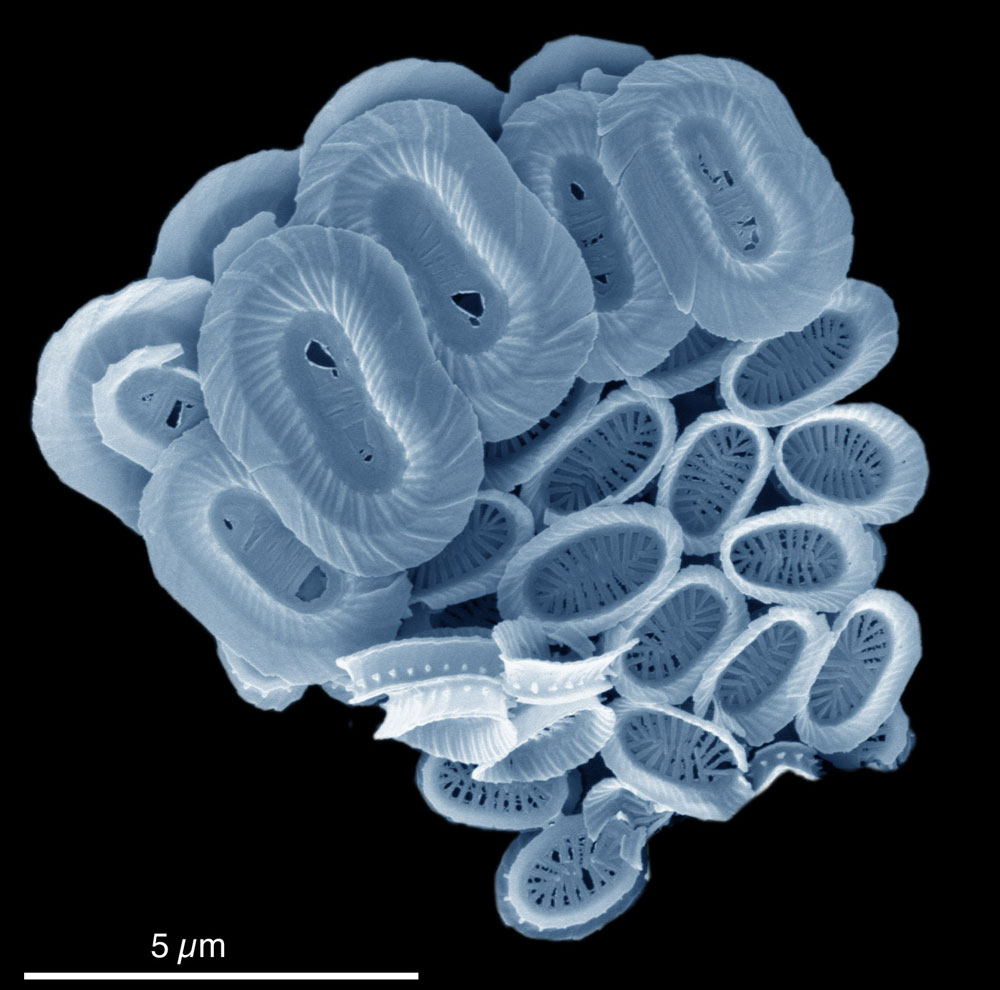
Syracosphaera azureaplaneta

## Организмы, названные в честь Д. Аттенборо
- Acisoma attenboroughi — стрекоза из семейства настоящих стрекоз (2016)
- Agapornis attenboroughi — ископаемый вид попугаев-неразлучников из плиоцена (2013)
- Apoleptomastix attenboroughi — вид наездников из семейства энциртид (1994)
- Attenborites — род ископаемых организмов эдиакарского периода (2018)
- Attenborolimulus — ископаемый род мечехвостов (2021)
- Attenborosaurus — род плезиозавров юрского периода (1993)
- Attenborougharion — род брюхоногих моллюсков из отряда стебельчатоглазых (2017)
- Attenboroughctena — род щупальцевых гребневиков (2020)
- Auroralumina attenboroughii — ископаемый вид стрекающих эдиакарского периода (2022)
- Azygophleps attenboroughi — вид бабочек из семейства древоточцев (2020)
- Blakea attenboroughii — растение из семейства меластомовых (2009)
- Caipirasuchus attenboroughi — ископаемый вид рептилий из надотряда крокодиломорфов (2021)
- Cascolus ravitis — ископаемое ракообразное из отряда тонкопанцирных; родовое название Cascolus — перевод со староанглийского на латинский язык корня фамилии Attenborough (2017)[22]
- Cavisternum attenboroughi — вид пауков-оонопид (2013)
- Chespiritos attenboroughi — вид мух-шароусок (2020)
- Cichlidogyrus attenboroughi — вид плоских червей из класса моногеней (2016)
- Corita attenboroughi — вид бабочек из семейства ширококрылых молей (2017)
- Ctenocheloides attenboroughi — десятиногое ракообразное из семейства Callianassidae (2010)
- Dasyproctus attenboroughi — вид песочных ос (2021)
- Diversinitus attenboroughi — вид наездников из бирманского янтаря (2018)
- Electrotettix attenboroughi — ископаемый вид прыгунчиков, насекомых из отряда прямокрылых (2014)
- Epeolus attenboroughi — вид земляных пчёл-кукушек (2018)
- Euptychia attenboroughi — дневная бабочка из семейства нимфалид (2015)
- Gibellula attenboroughii — вид паразитических грибов из отдела аскомицетов (2025)
- Hieracium attenboroughianum — растение из семейства астровых (2014)
- Kingsleya attenboroughi — вид пресноводных крабов (2016)
- Lepanthes attenboroughii — вид орхидей (2022)
- Malmidea attenboroughii — вид сумчатых грибов-лишайников из класса леканоромицетов (2019)
- Materpiscis attenboroughi — ископаемая панцирная рыба (2008)
- Mesosticta davidattenboroughi — вид стрекоз из бирманского янтаря (2017)
- Micridium attenboroughi — вид жуков-перокрылок (2017)
- Microleo attenboroughi — ископаемый вид сумчатых львов (2016)
- Mnioes attenboroughi — вид наездников из семейства ихневмонид (2020)
- Myotis attenboroughi — вид летучих мышей из рода ночниц (2017)
- Nepenthes attenboroughii — крупное насекомоядное растение из семейства непентовых (2009)
- Nothobranchius attenboroughi — вид пресноводных рыб из отряда карпозубообразных (2020)
- Oedura attenboroughi — вид ящериц из семейства Diplodactylidae (1985), в настоящее время синонимизирован с Oedura monilis
- Pachytephraea attenboroughi — вид пластинчатоусых жуков (2020)
- Palaina attenboroughi — вид брюхоногих моллюсков из отряда Architaenioglossa (2017)
- Polioptila attenboroughi — воробьиная птица из семейства комароловов (2013)
- Platysaurus attenboroughi — ящерица из семейства поясохвостов (2015)
- Prethopalpus attenboroughi — вид пауков из семейства оонопид (2012)
- Pristimantis attenboroughi — лягушка из семейства Strabomantidae (2017)
- Pulchritudo attenboroughi — ископаемый вид жуков-листоедов эоцена (2021)
- Sirdavidia — род растений из семейства анноновых (2015)
- Sitana attenboroughii — вид ящериц из семейства агамовых (2018)
- Smicromorpha attenboroughi — вид наездников из семейства хальцидид (2021)
- Spintharus davidattenboroughi — вид пауков-тенётников (2018)
- Stenus attenboroughi — вид жуков-стафилинов (2021)
- Stumpffia davidattenboroughi — лягушка из семейства узкоротов (2017)
- Succinalophus attenboroughi — вид жуков-долгоносиков из балтийского янтаря (2016)
- Sylvicanthon attenboroughi — вид пластинчатоусых жуков (2018)
- Syracosphaera azureaplaneta — вид одноклеточных планктонных гаптофитовых водорослей, названный в честь сериала «Голубая планета» (2018)
- Titanodula attenboroughi — вид богомолов (2020)
- Trigonopterus attenboroughi — вид жуков-долгоносиков (2014)
- Zaglossus attenboroughi — проехидна Аттенборо, яйцекладущее млекопитающее (1998)